# Herrarnas turnering i handboll vid olympiska sommarspelen 1984
Herrarnas turnering i handboll vid olympiska sommarspelen 1984 arrangerades 31 juli–11 augusti i Los Angeles. Tolv nationer var med i turneringen. Det bästa laget i respektive grupp gick till final. De andraplacerade lagen gjorde upp om bronset. Övriga lag fick spela klassificeringsmatcher.

## Medaljfördelning
| Gren                | Guld | Silver | Brons |
| Herrarnas turnering | Jugoslavien Zlatan Arnautović Momir Rnić Veselin Vuković Milan Kalina Jovica Elezović Zdravko Zovko Pavle Jurina Veselin Vujović Slobodan Kuzmanovski Mirko Bašić Zdravko Rađenović Mile Isaković Dragan Mladenović Branko Štrbac | Västtyskland Andreas Thiel Arnulf Meffle Rüdiger Neitzel Martin Schwalb Dirk Rauin Michael Paul Thomas Happe Erhard Wunderlich Thomas Springel Klaus Wöller Jochen Fraatz Ulrich Roth Michael Roth Uwe Schwenker Siegfried Roch | Rumänien Maricel Voinea Vasile Stîngă Gheorghe Covaciu Cornel Durău Alexandru Fölker Vasile Oprea Mircea Bedevan Dumitru Berbece George Drăgescu Adrian Simion Nicolae Munteanu Marian Dumitru Iosif Boroș |

## Inledande omgång

### Grupp A
| Rank | Lag         | Pld | W | D | L | GF  | GA  | Poäng |  | Socialistiska federativa republiken Jugoslavien | Rumänien | Island | Schweiz | Japan | Algeriet |
| ---- | ----------- | --- | - | - | - | --- | --- | ----- |  | ----------------------------------------------- | -------- | ------ | ------- | ----- | -------- |
| 1.   | Jugoslavien | 5   | 4 | 1 | 0 | 123 | 76  | 9     |  | X                                               | 19:18    | 22:22  | 25:11   | 32:15 | 25:10    |
| 2.   | Rumänien    | 5   | 4 | 0 | 1 | 120 | 91  | 8     |  | 18:19                                           | X        | 26:17  | 23:17   | 28:22 | 25:16    |
| 3.   | Island      | 5   | 3 | 1 | 1 | 102 | 96  | 7     |  | 22:22                                           | 17:26    | X      | 23:16   | 21:17 | 19:15    |
| 4.   | Schweiz     | 5   | 2 | 0 | 3 | 83  | 102 | 4     |  | 11:25                                           | 17:23    | 16:23  | X       | 20:13 | 19:18    |
| 5.   | Japan       | 5   | 1 | 0 | 4 | 84  | 107 | 2     |  | 15:32                                           | 22:28    | 17:21  | 13:20   | X     | 17:16    |
| 6.   | Algeriet    | 5   | 0 | 0 | 5 | 75  | 105 | 0     |  | 10:25                                           | 16:25    | 15:19  | 18:19   | 16:17 | X        |

### Grupp B
| Rank | Lag          | Pld | W | D | L | GF  | GA  | Poäng |  | Västtyskland | Danmark | Sverige | Spanien | USA   | Sydkorea |
| ---- | ------------ | --- | - | - | - | --- | --- | ----- |  | ------------ | ------- | ------- | ------- | ----- | -------- |
| 1.   | Västtyskland | 5   | 5 | 0 | 0 | 114 | 95  | 10    |  | X            | 20:18   | 18:17   | 18:16   | 21:19 | 37:25    |
| 2.   | Danmark      | 5   | 4 | 0 | 1 | 115 | 99  | 8     |  | 18:20        | X       | 26:19   | 21:16   | 19:16 | 31:28    |
| 3.   | Sverige      | 5   | 3 | 0 | 2 | 119 | 110 | 6     |  | 17:18        | 19:26   | X       | 26:25   | 21:18 | 36:23    |
| 4.   | Spanien      | 5   | 2 | 0 | 3 | 105 | 106 | 4     |  | 16:18        | 16:21   | 25:26   | X       | 17:16 | 31:25    |
| 5.   | USA          | 5   | 0 | 1 | 4 | 91  | 100 | 1     |  | 19:21        | 16:19   | 18:21   | 16:17   | X     | 22:22    |
| 6.   | Sydkorea     | 5   | 0 | 1 | 4 | 123 | 157 | 1     |  | 25:37        | 28:31   | 23:36   | 25:31   | 22:22 | X        |

## Slutspel
Match om 11:e plats
- Sydkorea 25-21 Algeriet

Match om 9:e plats
- USA 24-16 Japan

Match om 7:e plats
- Schweiz 18-17 Spanien

Match om 5:e plats
- Sverige 26-24 Island

Match om 3:e plats
- Rumänien 23-19 Danmark

Match om 1:a plats
- Jugoslavien 18-17 Västtyskland